# Philologie classique
La philologie classique est l’étude des langues et de la littérature grecque et latine dans l’Antiquité grecque (d’Homère à l’époque byzantine) et dans l’Antiquité romaine (des débuts de la République à l’époque des humanistes).
Le domaine de la philologie consacré aux deux langues dites « classiques », le grec et le latin, est traditionnellement considéré comme un tout cohérent, du fait de l'importance que ces dernières ont eue dans la culture occidentale.
Cette expression est aussi utilisée dans de nombreuses autres langues comme l'allemand (Klassische Philologie, depuis le XVIIIe siècle), l'anglais (Classical Philology, depuis le XVIe siècle), etc.
Toutefois, en France, les programmes universitaires n'utilisent pas l'expression philologie classique mais Lettres Classiques étudiées au sein d'un ensemble d'études consacrées à l'approfondissement de la culture, de l'histoire et des institutions de l'Antiquité, ce que l'on désigne en Allemagne comme étant l'Altertumswissenschaft.